# ペテル・エンケルマン
ペテル・エンケルマン（Peter Enckelman, 1977年3月10日 - ）は、フィンランド・トゥルク出身の元同国代表サッカー選手。現役時代のポジションはゴールキーパー。

## 経歴
2003年11月にアストン・ヴィラFCからブラックバーン・ローヴァーズFCに期限付き移籍し、ブラッド・フリーデルの控えGKを務めた。翌年1月6日には3年半の契約で完全移籍することが決定した。移籍金は15万ポンドで、出場試合数とブラックバーンの順位によって上乗せされる条項が含まれている。
カーディフ・シティFC退団後の2010年8月9日、セント・ジョンストンFCに2年契約で加入しスコティッシュ・プレミアリーグにプレーの場を移した。
2013年1月にハート・オブ・ミドロシアンFCとの契約を解除しフリーとなるが、同年6月にIFKマリエハムンへ加入し母国に復帰。半年間プレーし、同年末を以て現役引退を表明した。

## エピソード
アストン・ヴィラFC在籍中の2002年9月16日、バーミンガム・シティFCとのダービーにおいてDFオロフ・メルベリからのスローインをトラップミスし、これが「足に接触した」と判断されてオウンゴールとなった。

## タイトル
アストン・ヴィラ
- UEFAインタートトカップ : 2001

## 代表歴
- フィンランド代表 2000-2010
  - 代表デビュー：2000年3月29日 vs ウェールズ
  - 代表通算：12試合出場 0得点